# Klingenberg (Saksonia)
Klingenberg – miejscowość i gmina w Niemczech, w kraju związkowym Saksonia, w powiecie Sächsische Schweiz-Osterzgebirge, siedziba wspólnoty administracyjnej Klingenberg. Gmina powstała 31 grudnia 2012 z połączenia dwóch gmin: Pretzschendorf oraz Höckendorf, które stały się jej dzielnicami.